# Ӑ
Das Ӑ (Kleinbuchstabe ӑ) ist ein Buchstabe des kyrillischen Alphabets, bestehend aus einem А mit Breve. Er wird in der tschuwaschischen Sprache genutzt und hat dort die Aussprache ɒ. 

## Zeichenkodierung
| Standard  | Standard    | Majuskel Ӑ                           | Minuskel ӑ                         |
| --------- | ----------- | ------------------------------------ | ---------------------------------- |
| Unicode   | Codepoint   | U+04D0                               | U+04D1                             |
| Unicode   | Name        | CYRILLIC CAPITAL LETTER A WITH BREVE | CYRILLIC SMALL LETTER A WITH BREVE |
| UTF-8     | UTF-8       | D3 90                                | D3 91                              |
| XML/XHTML | dezimal     | &#1232;                              | &#1233;                            |
| XML/XHTML | hexadezimal | &#x04D0;                             | &#x04D1;                           |